# Distretto di contea di Conwy
Il distretto di contea di Conwy (in inglese Conwy County Borough, in gallese Bwrdeistref Sirol Conwy) è un distretto di contea del Galles del nord.

## Geografia fisica
Il Conwy si affaccia a nord sul mar d'Irlanda, ad est confina con il Denbighshire ed a sud ed a ovest con il Gwynedd.
Il territorio del distretto è prevalentemente montagnoso e collinare.
A ovest e nel centro-sud si elevano i rilievi di Snowdonia. Le cime maggiori sono poste al confine orientale dove si elevano il Camedd Llewelyn (1 062 metri) ed il Glyder Fawr (1 001 metri). Il fiume principale è il Conwy che scorre da sud a nord in una ampia valle. Il Conwy sfocia nella baia di Conwy dopo un lungo estuario. Alla foce è posto il capoluogo di contea, la storica città cinta di mura di Conwy. L'est del distretto è drenato dal fiume Elwy e dai suoi affluenti. Nel sud-est scorre il fiume Alwen, un affluente del Dee, che nasce dai laghi di Alwen Reservoir e di Llyn Brenig. Il centro maggiore del distretto è la città di Colwyn Bay posta sulla costa. Altri centri costieri sono la città balneare di Llandudno, posta in prossimità del Great Ormes Head, e Llandudno Junction sull'estuario del Conwy. Le cittadine di Penmaenmawr e Llanfairfechan si affacciano sulla baia di Conwy. Nell'alta valle del Conwy sono poste la cittadine di Betws-y-Coed e di Llanrwst. 
La parte centro-occidentale del distretto ricade nel parco nazionale di Snowdonia.

## Amministrazione
Il distretto di Conwy, che prende il nome dal fiume omonimo, è una unitary authority nata il primo aprile del 1996 in attuazione  del Local Government (Wales) Act del 1994. Nel distretto sono stati riuniti gli ex distretti di Aberconwy e Colwyn  che facevano parte rispettivamente dal, 1974 al 1996, delle contee di Gwynedd e di Clwyd.